# Chrysi Avgi (Schiff, 1970)
Chrysi Avgi (griechisch Χρυσή Αυγή [xriˈsi avˈʝi], „goldene Morgenröte“) war eine griechische Fähre, die am 23. Februar 1983 havarierte und sank.

## Geschichte
1970 wurde das Schiff unter dem Namen Hayabusa (japanisch はやぶさ, „Wanderfalke“) bei der Werft Yoshiura Shipbuilding in Kure in Japan für die japanische Reederei Kyoei Unyu K.K gebaut. Nach der Fertigstellung verkehrte es als RoRo-Frachter zwischen Hakodate auf Hokkaidō und Aomori auf der japanischen Hauptinsel Honshū.
1977 wurde die Fähre an den griechischen Reeder Avgoustis Polemis verkauft und nach Griechenland überführt. Nach der Umrüstung in ein RoPax-Schiff wurde sie in Chrysi Avgi umbenannt und verkehrte für die Schiffahrtsgesellschaft Grammi Ipirou zwischen Rafina und den Kykladen. Sie war auf Andros unter der Nummer 443 registriert.

## Untergang
Am Mittwoch, den 23. Februar 1983, herrschte in der Ägäis so schlechtes Wetter, dass die Behörden den Fährverkehr untersagten. Trotzdem entschied Kapitän Antonios Gardelis die Fahrt von Tinos nach Rafina und weiter nach Andros anzutreten. Diese Entscheidung traf man vermutlich unter politischem Druck, da die Kykladen wegen anhaltend schlechten Wetters unter Versorgungsengpässen litten. In Rafina wurden vier oder fünf Lastkraftwagen und neun Tankwagen, insgesamt 298 t, geladen. Aus Sicherheitsgründen wurden als Passagiere nur die LKW-Fahrer und ihre Beifahrer an Bord genommen. Obwohl man ihr davon abriet, kam die Frau eines LKW-Fahrers mit ihren zwei Kindern auf das Schiff.
Um 16:06 Uhr verließ die Chrysi Avgi bei starkem Wind von 8–9 Bft den Hafen von Rafina. Etwa um 18:30 Uhr war südlich von Euböa die Krängung durch den Wind so stark, dass sich Fahrzeuge im Bug nach rechts verlagerten. Sie kippten um und Benzin begann auszulaufen. Außerdem hatte das Schiff nun eine Schieflage von etwa 45° und war kaum mehr manövrierfähig. Ein abgesetztes Seenotsignal wurde von der Küstenwache in Lavrio empfangen. Im Heck wurden Rettungswesten an die Passagiere und Besatzungsmitglieder verteilt, während im Laderaum versucht wurde, die Ladung wieder auszugleichen. Durch die starke Krängung war es nicht möglich, die Rettungsboote zu Wasser zu lassen.
Etwa um 18:45 Uhr entzündete sich das ausgelaufene Benzin und es kam zu zwei kurz aufeinanderfolgenden Explosionen, wobei der Schiffsrumpf beschädigt wurde. Außerdem brach Feuer an Deck aus. Wer konnte und nicht bereits durch die Explosion von Deck geschleudert worden war, sprang nun ins Wasser. Kurze Zeit später kenterte die Chrysi Avgi, es dauerte aber noch etwa 3 Stunden, bis sie sank. Die Überlebenden trieben im 5 °C kalten Meerwasser bei einer Lufttemperatur von 0 °C.
Etwa um 21:00 Uhr kam ein sowjetisches, ozeanografisches Forschungsschiff zur Unglücksstelle und rettete 13 Schiffbrüchige, von denen einer noch an Bord an Unterkühlung starb. Der Name des Schiffes soll Saby Rabat (griechisch Σάμπυ Ραμπάτ) oder Jekos Kasili (griechisch Γιέκος Κασίλι) gelautet haben. Das rumänische Frachtschiff Bolitein (griechisch Μπολητείν) und die griechische Fähre Chrisi Ammos (griechisch Χρυσή Άμμος), die kurze Zeit später eintrafen, retteten jeweils eine weitere Person. Auch die Kastriani Keas (griechisch Καστριανή Κέας) und die beiden Schiffe der griechischen Marine, Limnos und Sfendoni, eilten zur Unglücksstelle. Hierbei kam in der Dunkelheit der Körper eines Schiffbrüchigen in die Schiffsschraube der Sfendoni. Ob er hierdurch starb oder schon vorher tot war, konnte nicht mehr ermittelt werden. Nur 14 der 42 Menschen, die sich an Bord befanden, konnten lebend gerettet werden. 28 Menschen fanden bei diesem Unglück ihren Tod, 26 gelten als vermisst.

## Juristische Aufarbeitung
Bei der Untersuchung des Unfalls sah man als Hauptursache, dass die Chrysi Avgi mit 298 t maßlos überladen war, da nur eine Frachtzuladung von 100 t erlaubt war. Zusätzlich befand sich das Schiff in einem schlechten Zustand. Auch der Transport von Tanklastern auf der Fähre war aus Sicherheitsgründen untersagt. Der Reeder Avgoustis Polemis versuchte die komplette Verantwortung auf den Kapitän Antonios Gardelis und seine Besatzung abzuwälzen. Als Polemis im Winter 1984 in London starb, stellte man die Ermittlungen gegen ihn ein.

## Denkmal für die Opfer
35 Jahre nach dem Untergang der Chrysi Avgi wurde auf Initiative von Katerinas Adamopoulou einen Gedenkgottesdienst am Hafen von Rafina für die Opfer gefeiert, bei dem ein Denkmal für die Opfer an der Hafenmole eingeweiht wurde. Auf der etwa 1 m hohen Säule sind alle 26 vermissten Opfer namentlich aufgeführt.

## Entdeckung
Am 11. Juni 2016 entdeckte der Hobbytaucher Antonis Grafas mit einem Team ein Teil des Wracks der Chrysi Avgi etwa 2 sm südöstlich der Insel Mandilou in 112 m Tiefe. 40 Jahre nach dem Unfall spürte der Forscher Kostas Thoktaridis mit einem Ferngesteuerten Unterwasserfahrzeug das Wrack erneut auf.